# Ponorná řeka (album)
Ponorná řeka je společné studiové album písničkáře Vladimíra Merty a rockové skupiny Etc.... Album vydalo v roce 2011 vydavatelství Galén.

## Historie
Natáčení alba Ponorná řeka bylo plánováno jako dárek k 65. narozeninám Vladimíra Merty a vzniklo jako pokus zachytit několik méně známých písní Vladimíra Merty s jeho přáteli ze skupiny ETC... Natáčení předcházelo více než roční jednání vydavatele s kapelou a vlastní výběr písní, který za ETC... provedli Jiří Veselý a Pavel Skála. Jako podklad pro výběr sloužila domácí Mertova demonahrávka (chystaného a nevydaného alba) z roku 1994 (písně Proti všem, Praha magická, Ponorná řeka, Černá známka, Domilováno, Gerda, Jamajka, Nikdo v zemi Nikoho, Svatá válka, Vzdálené výstřely). Před vlastním natáčením navrhl producent Lubomír Houdek, aby ve studiu vznikla i nahrávka repertoáru někdejší Mertovy skupiny Dobrá úroda (1988–1989).
Natáčení se odehrávalo ve studiu 3 bees v pražských Holešovicích. Na první frekvenci ve dnech 9. – 11. května 2010 vznikly základy 14 písní (Černá známka, Děvče hovoří / verze I., Domilováno, Gerda, Chelsea Hotel, Jamajka, Píseň šaška, Mistr Jin a mistr Jang / verze I., Nikdo v zemi Nikoho, Praha magická, Proti všem, Svatá válka, Vzdálené výstřely a Zlatá akcie). Na druhé frekvenci ve dnech 1. až 3. června 2010 vznikly pak základy patnácti písní (Bílá stížnost, Bye bye, Miss Blanche, Bývaly časy, Děvče hovoří / verze II., Joe Dvojtečka, Meziměsto, Mistr Jin a mistr Jang / verze II., Nekrytý šek, Ponorná řeka, Pozítří, Sjezd upírů, Ticho, Velkej Mimoň a Zezadu). Nahrávky písní Jamajka a Zlatá akcie vznikly dokonce jako improvizované session – pokus natočit celou píseň najednou a živě. U všech písní vznikl záznam Mertova zpěvu se španělkou a bicími, dále akordeon a několik partů basové kytary a sólové kytary Václava Veselého. Práce ve studiu se zúčastnili Vladimír Merta, Jiří Veselý, Jiří Zelenka a Pavel Skála, jeden den se na natáčení podílel i Václav Veselý (11. 5. 2010). Jako zvukaři na nahrávce pracovali Jan Balcar a Jiří Tomášek. 
Kapela nebyla spokojena se zvukem bicích, část muzikantů se tedy přesunula do sokolovny v Kejžlici (30. 8. až 2. 9. 2010), kde se v improvizovaném studiu přetáčely vybrané party bicích nástrojů. Další nahrávání probíhalo už v domácích studiích jednotlivých hráčů (Jiří Veselý, Pavel Skála a Vladimír Pavlíček), na podzim 2010 v domácím studiu Vladimíra Merty natočil své houslové party i host Jan Hrubý (písně Bye bye, Miss Blanche a Chelsea Hotel) a doprovodné vokály Sára Mertová. Zde rovněž vznikla nahrávka písně „Intuice ženy“, při nahrávání spolupracovali Jiří Zelenka a zvukař Petr Mayer.
Závěrečný mix a mastering alba (20. dubna až 9. května 2011) pak vznikal ve studiu Sun v Tuchoměřicích ve spolupráci Jiřího Veselého a Michala Šenbauera (sólová kytara v písni „Gerda“). Tam vzniklo i konečné pořadí písní.
Autorem námětu obalu je Vladimír Merta, typografie vznikla v DTP studiu vydavatelství Galén. Snímky na obal fotografoval Petr Šolar podle instrukcí Vladimíra Merty dne 12. března 2011 v pražské oboře Hvězda, snímek Sáry Mertové v bookletu pochází z archivu Vladimíra Merty.
Album Ponorná řeka vyšlo 17. května 2011 a bylo premiérově představeno na koncertě Vladimíra Merty v klubu Leitnerova v Brně. Oficiální představení alba proběhlo o den později na koncertě v pražském paláci Akropolis k Mertovým 65. narozeninám, mj. za účasti ETC... a několika desítek hostů.

## Seznam skladeb
| Pořadí | Název                 | Hudba | Text                             | Délka |
| ------ | --------------------- | ----- | -------------------------------- | ----- |
| 1.     | Černá známka          | Merta | Merta                            | 4:57  |
| 2.     | Ponorná řeka          | Merta | Merta                            | 7:34  |
| 3.     | Proti všem            | Merta | Merta                            | 5:36  |
| 4.     | Bye bye, Miss Blanche | Merta | Merta                            | 5:10  |
| 5.     | Chelsea Hotel         | Merta | Merta                            | 5:29  |
| 6.     | Jamajka               | Merta | Merta                            | 3:20  |
| 7.     | Vzdálené výstřely     | Merta | Merta                            | 6:08  |
| 8.     | Píseň šaška           | Merta | Shakespeare (překlad: A. Přidal) | 3:17  |
| 9.     | Intuice ženy          | Merta | Merta                            | 4:32  |
| 10.    | Gerda                 | Merta | Merta                            | 8:26  |

## Sestava
- Vladimír Merta – zpěv, kytara, brač, flétna, harmonika, perkuse

Etc...
- Pavel Skála – kytara, sopránová ukulele, lap steel
- Vladimír Pavlíček – housle, mandolína, viola, whistle
- Jiří Veselý – baskytara, akordeon, programování
- Jiří Zelenka – bicí, perkuse, programování

Hosté
- Sára Mertová – zpěv
- Jan Hrubý – housle
- Michal Šenbauer – kytara
- Václav Veselý – akordeon